# Козырев, Максим Юрьевич
Макси́м Ю́рьевич Ко́зырев (22 июня 1991, Выборг) — российский шоссейный и трековый велогонщик, выступает за сборную России в различных дисциплинах начиная с 2009 года. Многократный призёр всероссийских первенств и этапов Кубка мира, чемпион летней Универсиады в Китае, чемпион молодёжного чемпионата Европы, участник престижных многодневных гонок в Испании, Франции и Португалии. На соревнованиях представляет город Санкт-Петербург и спортивное общество «Локомотив», мастер спорта международного класса.

## Биография
Максим Козырев родился 22 июня 1991 года в городе Выборге Ленинградской области. Активно заниматься велоспортом начал в возрасте двенадцати лет, проходил подготовку в выборгской детско-юношеской спортивной школе «Фаворит» и в санкт-петербургской школе высшего спортивного мастерства, в разное время тренировался под руководством таких специалистов как О. В. Кравчук, Г. Н. Соловьёв, В. В. Колосов. Состоит в физкультурно-спортивном обществе «Локомотив».
Первого серьёзного успеха добился в 2009 году, когда выступил на молодёжном и взрослом первенствах России — в индивидуальном преследовании и гонке по очкам. Год спустя снова соревновался в зачёте всероссийского первенства, в четырёхкилометровом преследовании и омниуме, кроме того, добился некоторых успехов на шоссе: принял участие в престижной многодневной гонке «Вуэльта Мурсии» в Испании, стартовал в многодневной гонке на приз Хоакима Агустиньо в Португалии.
Сезон 2011 года получился одним из самых успешных в спортивной карьере Козырева. На чемпионате России он выиграл бронзовую медаль в командном преследовании, затем в той же дисциплине одержал победу на молодёжном чемпионате Европы в Португалии. Будучи студентом, съездил на летнюю Универсиаду в китайский Шэньчжэнь, где вместе с партнёрами по команде Сергеем Шиловым, Валерием Кайковым и Артуром Ершовым завоевал золотую медаль в шоссейной групповой гонке на 50 км. Помимо этого, участвовал в многодневных гонках «Вуэльта Кастилии и Леона», «Вуэльта Астурии», Ronde de l’Isard, GP Int. Torres Vedras — Trofeu Joaquim Agostinho.
В 2012 году на треке в индивидуальной гонке преследования вновь был третьим в зачёте национального первенства, тогда как в командном преследовании выиграл серебро на этапе Кубка мира в колумбийском городе Кали. На шоссе участвовал в гонках континентального тура первой категории: «Вуэльта Кастилии и Леона», «Вуэльта Астурии», «Вуэльта Мадрида», Flèche d'Émeraude, Route du Sud.
Имеет высшее образование, окончил Национальный государственный университет физической культуры, спорта и здоровья имени П. Ф. Лесгафта, где обучался на факультете велосипедного спорта. За выдающиеся спортивные достижения удостоен почётного звания «Мастер спорта России международного класса».